# Guerre et Magie
Guerre et Magie (A Private Little War) est le dix-neuvième épisode de la deuxième saison de la série télévisée Star Trek. Il fut diffusé pour la première fois le 2 février 1968 sur la chaîne américaine NBC.
L'Enterprise poursuit une mission d'observation sur une planète dont les habitants sont très peu développés technologiquement. Kirk s'aperçoit alors que deux tribus sont en guerre et que l'une d'elles possède des armes à feu fournies par les Klingons. Kirk doit décider s'il fournit des armes à l'autre tribu pour équilibrer les forces, au risque de violer la directive première.

## Distribution

### Acteurs principaux
- William Shatner — James T. Kirk (VF : Yvon Thiboutot)
- Leonard Nimoy — Spock (VF : Régis Dubos)
- DeForest Kelley — Leonard McCoy
- James Doohan — Montgomery Scott
- Nichelle Nichols — Uhura
- Walter Koenig — Pavel Chekov

### Acteurs secondaires
- Majel Barrett - Infirmière Christine Chapel
- Nancy Kovack - Nona
- Michael Witney - Tyree
- Ned Romero - Krell
- Arthur Bernard - Apella
- Booker Bradshaw - Le Docteur M'Benga
- Janos Prohaska - Le Mugato
- Paul Baxley - Chef de patrouille
- Gary Pillar - Yutan
- Roger Holloway - Lieutenant Lemli
- Eddie Paskey - Lieutenant Leslie
- William Blackburn - Lieutenant Hadley

## Résumé
Le capitaine Kirk, Spock et le docteur McCoy sont en mission d'observation sur la troisième planète du système Zeta Boötis. Douze ans auparavant, Kirk avait mené une autre mission sur cette planète et était devenu ami avec quelques habitants, dont Tyree, un chasseur devenu le chef d'une tribu. Alors que le développement de leur culture était censé être relativement rudimentaire, Kirk et Spock sont surpris de voir certains indigènes porter des fusils. Au cours d'une fuite, Spock se fait tirer dessus.
De retour sur l'Enterprise, Spock est confié au soin d'un médecin connaissant la physiologie vulcaine, tandis que les radars semblent avoir repéré un vaisseau klingon. Ceux-ci pourraient avoir armé les indigènes et cette violation amènerait à une guerre galactique. Kirk et McCoy se téléportent sur la planète afin d'enquêter, mais à leur arrivée, Kirk est attaqué par un mugato, une créature simiesque dont les griffures l'empoisonnent. Des indigènes les rencontrent et transportent Kirk dans une grotte. Alors que McCoy tire avec son phaseur sur des pierres de la grotte pour créer de la chaleur, Nona, la femme de Tyree, l'aperçoit et est intriguée par l'arme. Guérisseuse, Nona parvient à soigner Kirk grâce à un rituel magique.
Kirk ayant récupéré, il apprend que Tyree a vu apparaître des "bâtons de feu" dans le village voisin depuis un peu moins d'un an. Kirk, Tyree et McCoy espionnent le village voisin et découvrent de quoi fabriquer des fusils. Apella, le chef du village voisin, semble avoir été contacté par un chef klingon qui leur a fourni les armes. Kirk et McCoy prennent des armes à feu et s'enfuient.
À bord de l'Enterprise, Spock finit par se réveiller, après avoir demandé à être giflé, un moyen commun chez les Vulcains pour guérir. Kirk entraîne la tribu de Tyree à manier les fusils même si cela ne fait pas plaisir à McCoy. Kirk lui explique qu'en leur donnant des fusils, il ne fait que rééquilibrer les forces. Un peu plus tard, Kirk est envoûté par Nona qui tente de le séduire en utilisant des herbes hypnotisantes. Kirk l'embrasse sous les yeux de Tyree, qui, devenu jaloux, les vise avec un fusil. Il se résout à ne pas tirer au dernier moment et s'enfuit. Profitant d'une attaque de Mugato, Nona s'empare du phaseur de Kirk et tente d'en faire une monnaie d'échange avec les guerriers du village rival. Ceux-ci ne la croient pas et l'attaquent.
Kirk, McCoy et Tyree arrivent à temps pour voir Nona, incapable d'utiliser le phaseur, se faire tuer par les villageois. Tyree décide de se venger et ordonne un assaut contre le village voisin. Même s'il sait que cela est mauvais, Kirk finit par céder à la demande de Tyree et lui fait livrer des armes. Il finit par conclure qu'ils ont lâché "les serpents dans le jardin d'Eden."

### Continuité
- Le personnage d'Hikaru Sulu n'apparaît pas dans cet épisode.

## Production

### Écriture
Le déroulement du scénario fut proposé par le scénariste Don Ingalls le 30 avril 1967 sous le titre de "Ty-Ree's Woman" ("La femme de Ty-Ree") avant d'être à nouveau proposé sous une nouvelle forme le 1er juin 1967. Le script fut finalisé le 30 août 1967 avant d'être en partie réécrit par le producteur Gene L. Coon puis Gene Roddenberry au cours du mois de septembre 1967.
S'inspirant ouvertement de la guerre du Viêt Nam qui était alors en cours, le script original était encore plus spécifique : ainsi les indigènes devaient porter des vêtements s'inspirant du folklore mongol. Dans le script original, on devait en apprendre plus sur l'amitié entre Tyree et Kirk et le klingon qui offrait les armes au village voisin était Kor, que l'on trouvait dans Les arbitres du cosmos. Cela ne plut pas au producteur Bob Justman qui estimait que la probabilité que les deux personnages se croisent sur deux planètes différentes était vraiment minime. Finalement, le nom du klingon, Krell n'est jamais mentionné dans l'épisode tout comme celui de la planète qui se nomme "Neural."
La réécriture du script par Gene Roddenberry afin d'en atténuer la charge militante ne plut pas à Don Ingalls qui demanda à se faire créditer sous le nom de Jud Crucis.

### Casting
- L'acteur George Takei était à l'époque pris sur le tournage du film Les Bérets verts et ne pouvait pas être présent.
- L'épisode est l'un des deux seuls faisant apparaître le Docteur M'Benga.

### Tournage
Le tournage eut lieu du 29 septembre au 6 octobre 1967 au studio de la compagnie Desilu sur Gower Street à Hollywood, sous la direction du réalisateur Marc Daniels.
À l'origine, la créature devait s'appeler un "gumato" mais DeForest Kelley l'ayant mal prononcé, il fut décidé de l'appeler "Mugato." Le terme original est encore visible dans le générique de fin.

## Diffusion et réception critique

### Diffusion américaine
L'épisode fut retransmis à la télévision pour la première fois le 2 février 1968 sur la chaîne américaine NBC en tant que dix-neuvième épisode de la deuxième saison.

### Diffusion hors États-Unis
L'épisode fut diffusé au Royaume Uni le 6 juillet 1970 sur BBC One. En version francophone, l'épisode fut diffusé au Québec en 1971. En France, l'épisode est diffusé le 27 juillet 1986 lors de la rediffusion de l'intégrale de Star Trek sur La Cinq.

### Réception critique
Dans un classement pour le site Hollywood.com Christian Blauvelt place cet épisode à la 51e position sur les 79 épisodes de la série originelle estimant que l'épisode ressemble beaucoup à un mélange de Un enfant doit mourir et de Les arbitres du cosmos. Pour le site The A.V. Club Zack Handlen donne à l'épisode la note de B+ trouvant que c'est l'un de ceux de la série qui prend le plus sérieusement l'idée de non-interférence.

## Adaptations littéraires
L'épisode fut romancé sous forme d'une nouvelle de 28 pages écrite par l'auteur James Blish dans le livre Star Trek 10, un recueil compilant différentes histoires de la série et sortit en février 1974 aux éditions Bantam Books.
Le roman dérivé de la série, Serpents in the Garden, montre Kirk retournant sur la planète afin d'enquêter sur une augmentation de la présence des Klingons dans le secteur.

## Éditions commerciales
Aux États-Unis, l'épisode est disponible sous différents formats. En 1988 et 1990, l'épisode est sorti en VHS et Betamax. L'épisode sortit en version remastérisée sous format DVD en 1999 et 2004.
L'épisode connu une nouvelle version remasterisée sortie le 17 mai 2008 : l'épisode fit l'objet de nouveaux effets spéciaux, notamment les plans de la planète Neural et de l'Enterprise qui ont été refait à partir d'images de synthèse. Cette version est comprise dans l'édition Blu-ray, diffusée en septembre 2009.
En France, l'épisode fut disponible avec l'édition VHS de l'intégrale de la saison 2 en 2000. L'édition DVD est sortie le 18 novembre 2004 et l'édition Blu-ray le 27 avril 2009.